# Krystyna Zachwatowicz

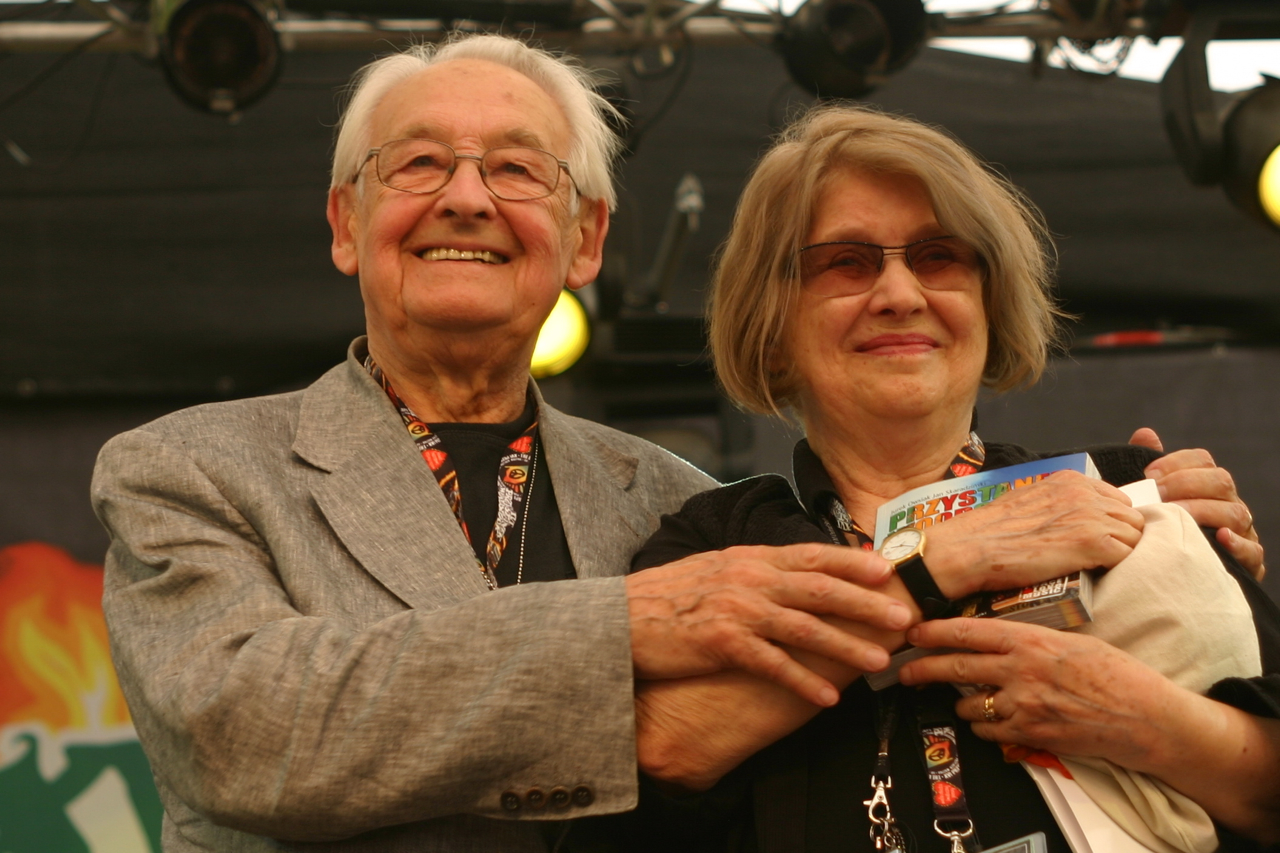
Krystyna Zachwatowicz, împreună cu soțul ei, Andrzej Wajda (2010).

Krystyna Zachwatowicz-Wajda (născută Krystyna Zachwatowicz; n. 16 mai 1930, Varșovia, Polonia) este o scenografă de teatru și film, creatoare de costume și actriță poloneză. Este fiica arhitectului și restauratorului Jan Zachwatowicz și al Mariei Chodźko h. Kościesza și soția regizorului de film Andrzej Wajda. A fost aleasă membru al Academiei Poloneze de Film. Este cofondatoare (împreună cu A. Wajda) a Centrului de Tehnologie și Artă Japoneză „Manggha” din Cracovia.

## Biografie
Krystyna Zachwatowicz s-a născut la 16 mai 1930 la Varșovia (Polonia), ca fiică a prof. univ. de arhitectură Jan Zachwatowicz (1900-1983) și a soției sale, arhitecta Maria Chodźko-Zachwatowicz (1902-1994), și nepoată a prof. univ. neurolog Witold Chodźko (1875-1954). A practicat sportul în tinerețe și a fost membră a secției de schi a clubului AZS Zakopane în perioada 1950–1954, precum și membră a Clubului Montan din Cracovia în perioada 1950-1952. A urmat studii la Liceul de Artă „Wojciech Gerson” din Varșovia, apoi a absolvit Facultatea de Istorie a Artei a Universității Jagiellone din Cracovia (1952) și Facultatea de Scenografie a Academiei de Arte Frumoase „Jan Matejko” din Cracovia (1958).
A debutat ca scenografă la 8 martie 1958 cu spectacolul Rzymska kurtyzana după Marin Držić pe scena Teatrului Zagłębia din Sosnowiec. A lucrat apoi la Teatrul „Aleksander Fredro” din Gniezno în anii 1958-1959, realizând scenografia spectacolelor Cidul după Pierre Corneille și Zygmunt August și Kazimierz Wielki după Stanisław Wyspiański. În 1960 s-a mutat la Sosnowiec, unde a colaborat la teatrul studențesc al Universității Sileziene de Tehnologie din Gliwice. Acolo, ea a proiectat scenografia piesei Căsătoria a lui Witold Gombrowicz (în poloneză Ślub), pusă în scenă de regizorul Jerzy Jarocki. Zachwatowicz a colaborat cu Jarocki și la alte producții teatrale: Mama (1964, 1972; în poloneză Matka) și Cizmarii (1971; în poloneză Szewcy) ale lui Stanisław Ignacy Witkiewicz la Teatrul Vechi „Helena Modrzejewska” din Cracovia. A lucrat o lungă perioadă la Teatrul Vechi „Helena Modrzejewska” din Cracovia (1970-1999). A realizat scenografia mai multor spectacole regizate de Konrad Swinarski la Teatrul Vechi, printre care Nedivina comedie (1965; în poloneză Nie-Boska Komedia) de Zygmunt Krasiński, Visul unei nopți de vară de William Shakespeare (1970) și piesele regizate de Andrzej Wajda: Noaptea de noiembrie (1974; în poloneză Noc listopadowa) de Stanisław Wyspiański, Crimă și pedeapsă de Feodor Dostoievski (1984) și Hamlet IV (1989) de William Shakespeare (1989).
Din 1958 până în anii 1970 Zachwatowicz a fost o actriță a cabaretului literar Piwnica pod Baranami din Cracovia, unde a creat un portret legendar al „primadonei naive” (în poloneză pierwsza naiwna). A colaborat și cu alte teatre din Polonia, cum ar fi: Teatrul de Păpuși Groteska și Teatrul Poporului din Cracovia; Teatrul Dramatic și Teatrul Polonez din Varșovia și Teatrul Polonez din Wrocław. A apărut adesea, tot ca actriță, în filmele regizate de soțul ei, Andrzej Wajda.
În anul 2005 a devenit profesor la Academia de Arte Plastice din Cracovia. A fost distinsă în anul 2014 cu titlul de Doctor Honoris Causa al Universității Pedagogice din Cracovia.
A fost membru al comisiei onorifice de sprijin a candidatului Bronisław Komorowski la alegerile prezidențiale din 2010 și la alegerile prezidențiale din 2015 în Polonia. Ea a fost, de asemenea, membru al Comitetului onorific al sărbătorilor organizate cu ocazia aniversării a 70 de ani de la Operațiunea Vistula.

## Filmografie

### Actriță
| An   | Titlu                      | Rol                                          | Note                                             |
| ---- | -------------------------- | -------------------------------------------- | ------------------------------------------------ |
| 1961 | Samson                     | Wiśka, lucrătoarea fotoplastică              | film dramatic, regie: Andrzej Wajda              |
| 1961 | Drugi człowiek             | artista care cântă la Piwnica pod Baranami   | film de propagandă morală, regie: Konrad Nałęcki |
| 1976 | Człowiek z marmuru         | Hanka Tomczyk, soția lui Birkut              | film politic, regie: Andrzej Wajda               |
| 1979 | Domnișoarele din Wilko     | Kazia                                        | film psihologic, regie: Andrzej Wajda            |
| 1981 | Omul de Fier               | Hanka Tomczyk, soția lui Birkut              | film politic, regie: Andrzej Wajda               |
| 1985 | Kronika wypadków miłosnych | mama lui Witek                               | film psihologic, regie: Andrzej Wajda            |
| 1990 | Korczak                    | mama lui Szloma                              | film biografic, regie: Andrzej Wajda             |
| 1999 | Pan Tadeusz                | cafegioaica                                  | film de epocă, regie: Andrzej Wajda              |
| 2002 | Na dobre i na złe          | Róża Lewandowska, vecina lui Karol (ep. 122) | serial TV, regie: Maciej Dejczer                 |
| 2007 | Katyń                      | doamna Greta                                 | film dramatic, regie: Andrzej Wajda              |
| 2012 | Wachlarz                   | vocea femeii bătrâne                         | film de animație, regie: Kamila Grzybowska       |

## Distincții

### Decorații
- 1979: Insigna „Activist cultural merituos”[8]
- 1981: Crucea Revoltei din Varșovia (premiată pentru participarea la Revolta din Varșovia)[8][17]
- 23 august 1999: Crucea de Cavaler al Ordinului Poloniei Restituta[6][8][11][18]
- 29 aprilie 2013: Ordinul Soarelui Răsare cl. a IV-a pentru promovarea culturii și artei japoneze în Polonia[6][19]

### Premii pentru film
- 1973 - premiul pentru scenografie la festivalul Lubuskie Lato Filmowe de la Łagów pentru filmul Nunta[6]
- 2003 - nominalizare la Premiile Filmului Polonez (împreună cu Magdalena Biedrzycka) la categoria costume pentru filmul Zemsta[6]

### Alte distincții
- 1962: distincție a ministrului culturii și artei pentru participarea la expoziția de scenografie „Polskie Dzieło Plastyczne w XV-leciu PRL”[8][10]
- 1963: premiu la concursul internațional „Concours des jeunes compagnies” din Paris[10]
- 1975: premiul pentru scenografie la Festivalul de Teatru de la Opole pentru piesa Sprawa Dantona de Stanisław Przybyszewski, pusă în scenă de Andrzej Wajda la Teatrul Universal din Varșovia[10]
- 1981: premiu la Festivalul de Teatru de la Toruń pentru producătorii spectacolului Sprawa Dantona de Stanisław Przybyszewski, pus în scenă de Maciej Karpiński la Teatrul Litoral din Gdańsk[10]
- 1989: premiul pentru decoruri și costume la Festivalul de Teatru de la Opole pentru piesa Dybuk de Szymon An-ski, pusă în scenă de Andrzej Wajda la Teatrul Vechi „Helena Modrzejewska” din Cracovia[10]
- 1993: premiul pentru scenografie la Festivalul de Teatru de la Opole pentru piesa Nunta de Stanisław Wyspiański, pusă în scenă de Andrzej Wajda la Teatrul Vechi „Helena Modrzejewska” din Cracovia[10]
- 26 aprilie 1995: Medalia de argint Cracoviae Merenti - Zasłużeni dla Krakowa pentru contribuția la fondarea Centrului Manggha din Cracovia (împreună cu Andrzej Wajda și Karolina Lanckorońska)[6][8][11]
- 1995: Premiul Laurul de aur al revistei Przekrój „pentru a doua Japonia” (împreună cu Andrzej Wajda)[10][11]
- 2011: Premiul Orașului Cracovia (împreună cu Andrzej Wajda)[10]
- 2011: Premiul „Neptuny” al primarului orașului Gdańsk[6][10][20]
- 2014: titlul de doctor honoris causa al Universității Pedagogice din Cracovia[8][10]
- 2016: Premiul prof. Aleksander Gieysztor acordat de Fundația Kronenberg la Citi Handlowy pentru „realizări remarcabile menite să protejeze patrimoniul cultural polonez” (împreună cu Andrzej Wajda)[6][10][21]
- 2020: Medalia „Za mądrość obywatelską” acordată de revista Kraków[22]